# Infinity Ward
Infinity Ward, Inc. là một công ty phát triển trò chơi điện tử của Mỹ. Họ đã phát triển trò chơi Call of Duty, cùng với sáu phần khác trong loạt Call of Duty. Vince Zampella, Grant Collier và Jason West đã thành lập Infinity Ward vào năm 2002 sau khi làm việc tại 2015, Inc. Tất cả 22 thành viên ban đầu của Infinity Ward đến từ nhóm làm việc cho Medal of Honor: Allied Assault trong lúc còn làm ở 2015, Inc. Activision đã giúp Infinity Ward trong những ngày đầu, mua lại 30 phần trăm công ty. Trò chơi đầu tiên của công ty là tựa game bắn súng Thế chiến II Call of Duty được phát hành trên PC vào năm 2003. Một ngày sau khi trò chơi được phát hành, Activision đã thâu tóm phần còn lại của Infinity Ward, ký kết hợp đồng dài hạn với các nhân viên. Infinity Ward tiếp tục thực hiện Call of Duty 2, Call of Duty 4: Modern Warfare, Call of Duty: Modern Warfare 2, Call of Duty: Modern Warfare 3, Call of Duty: Ghosts, Call of Duty: Infinite Warfare, Call of Duty: Modern Warfare (2019) và gần đây nhất là Call of Duty: Modern Warfare II
Người đồng sáng lập Collier rời công ty vào đầu năm 2009 để gia nhập công ty mẹ Activision. Trong năm 2010, West và Zampella đã bị Activision sa thải vì "vi phạm hợp đồng và bất lực", họ đã sớm thành lập một công ty phát triển game tên là Respawn Entertainment. Vào ngày 3 tháng 5 năm 2014, Neversoft được sáp nhập vào Infinity Ward.

## Tiếp nhận
Tựa game đầu tiên của Infinity Ward, Call of Duty đã giành được giải thưởng "90 Game of the Year'' và " 50 Editor's Choice Awards". Theo GameRankings, nó cũng tiếp tục là một trong những trò chơi được đánh giá cao nhất. Call of Duty 4: Modern Warfare cũng đã đạt được thành công lớn về thương mại, bán được hơn 13 triệu bản kể từ khi phát hành vào tháng 11 năm 2007 đến tháng 5 năm 2009.
Năm 2010, Infinity Ward đứng thứ ba trong Develop 100 chỉ dành cho nhà phát triển Nintendo và Bungie cho hạng mục 100 nhà phát triển hàng đầu dựa trên doanh số bán hàng trò chơi của họ ở Anh.
Phần tiếp theo của Call of Duty 4: Modern Warfare do Infnity Ward phát triển là Call of Duty: Modern Warfare 2 kiếm được hơn 550 triệu đô la doanh thu trong năm ngày đầu tiên ra thị trường, với 310 triệu đô la doanh số bán hàng trong 24 giờ đầu tiên sau khi trò chơi được phát hành.
Phần tiếp theo của Call of Duty: Modern Warfare 2 là Call of Duty: Modern Warfare 3, đã bán được 6,5 triệu bản ở Mỹ và Anh và thu về 400 triệu đô la trong vòng 24 giờ sau khi bán. Mặc dù doanh số bán hàng tốt, trò chơi bị chỉ trích vì quá giống với người tiền nhiệm của nó.

## Công nghệ game
Bài chi tiết: IW engine
Tất cả các trò chơi Call Of Duty của Infinity Ward đều sử dụng công nghệ id Tech 3 (Quake III Arena). Hai trò chơi đầu tiên sử dụng giấy phép độc quyền về công nghệ với phần tiếp theo có hình ảnh mạnh mẽ hơn và hỗ trợ DirectX 9. Call of Duty 4: Modern Warfare chạy trên công nghệ game độc quyền (từ một phiên bản của id Tech 3) với các tính năng bao gồm ánh sáng động thế giới thực, hiệu ứng ánh sáng HDR, đổ bóng và độ sâu trường ảnh. Call of Duty: World at War, Call of Duty: Black Ops II và trò chơi Quantum of Solace được Treyarch phát triển sử dụng các phiên bản sửa đổi của công nghệ Infinity Ward.
Call of Duty: Modern Warfare 2, sử dụng một công nghệ được nâng cấp có tên "IW 4.0", một thế hệ tiên tiến hơn công nghệ sử dụng trong Call of Duty 4: Modern Warfare. Call of Duty: Modern Warfare 3 sử dụng công nghệ MW3, một phiên bản cải tiến của công nghệ IW 4.0. Cải tiến công nghệ cho phép công nghệ streaming tốt hơn cho phép các vùng lớn hơn cho trò chơi trong khi chạy ở tốc độ tối thiểu là 60 khung hình/giây, công nghệ âm thanh cũng được cải tiến.

## Các trò chơi được phát hành
| Tên                                                     | Công nghệ  | Ngày phát hành            | Nền tảng                                                                                |
| ------------------------------------------------------- | ---------- | ------------------------- | --------------------------------------------------------------------------------------- |
| Call of Duty                                            | id Tech 3  | Ngày 30 tháng 10 năm 2003 | Windows, Macintosh                                                                      |
| Call of Duty 2                                          | IW 2.0     | Ngày 25 tháng 10 năm 2005 | Windows, Macintosh, Xbox 360                                                            |
| Call of Duty 4: Modern Warfare                          | IW 3.0     | Ngày 6 tháng 11 năm 2007  | Windows, Macintosh, PlayStation 3, Xbox 360, Wii                                        |
| Call of Duty: Modern Warfare 2                          | IW 4.0     | Ngày 10 tháng 11 năm 2009 | Windows, Macintosh, PlayStation 3, Xbox 360                                             |
| Call of Duty: Classic                                   | id Tech 3  | Ngày 2 tháng 12 năm 2009  | PlayStation 3 (PSN), Xbox 360 (XBLA)                                                    |
| Call of Duty: Modern Warfare 3 (với Sledgehammer Games) | MW3 engine | Ngày 8 tháng 11 năm 2011  | Windows, Macintosh, PlayStation 3, Xbox 360, Wii                                        |
| Call of Duty: Ghosts                                    | IW 6.0     | Ngày 5 tháng 11 năm 2013  | Windows, PlayStation 3, PlayStation 4, Wii U, Xbox 360, Xbox One                        |
| Call of Duty: Infinite Warfare                          | IW 7.0     | Ngày 4 tháng 11 năm 2016  | Windows, PlayStation 4, Xbox One                                                        |
| Call of Duty: Modern Warfare (2019)                     | IW 8.0     | Ngày 25 tháng 10 năm 2019 | Microsoft Windows, PlayStation 4, Xbox One                                              |
| Call of Duty: Modern Warfare II                         | IW 9.0     | Ngày 28 tháng 10 năm 2022 | Microsoft Windows, PlayStation 4, Xbox One, PlayStation 5, Xbox Series S, Xbox Series X |